# Eelco Sintnicolaas
Eelco Peter Sintnicolaas (Dordrecht, 7 april 1987) is een Nederlandse atleet, die is gespecialiseerd in de meerkamp. Op 2 en 3 maart 2013 behaalde hij zijn tot nu toe grootste succes door in Göteborg Europees kampioen te worden op de indoor zevenkamp. Eerdere grote successen behaalde hij in 2009, toen hij Europees kampioen tienkamp werd bij de neosenioren (atleten onder 23 jaar) en in 2010 tijdens de Europese kampioenschappen in Barcelona, waar hij de zilveren medaille won.

## Biografie

### Doorbraak
In 2005 brak Sintnicolaas door naar de Nederlandse top. Hij won op de Nederlandse indoorkampioenschappen een bronzen medaille op de zevenkamp en werd op de Nederlandse baankampioenschappen tweede bij het verspringen en polsstokhoogspringen. Hij mocht hierdoor starten op de Europese kampioenschappen voor junioren in Litouwen, waar hij als veertiende op de tienkamp eindigde. In het jaar erop werd hij Nederlands jeugdkampioen bij het verspringen en de zevenkamp.
Begin 2007 wekte Sintnicolaas verbazing, toen hij als vijfde geplaatste atleet (met een PR van 7,19 m) op de NK indoor plotseling de titel won met zijn verste sprong ooit (7,65). Hierna had hij nagenoeg de rest van het jaar te kampen met blessures. Nadat zijn polsblessure was genezen, scheurde hij een hamstring.

### Eerste meerkamptitel
Op 4 februari 2008 won hij in Gent de Nederlandse meerkamptitel indooratletiek. Sintnicolaas, eveneens recordhouder bij de junioren, realiseerde op de zevenkamp een pr-totaal van 5827 punten. Hij maakte het verschil bij het polsstokhoogspringen. Toen hij zijn eerste poging deed op 4,80, had de rest van de deelnemers de stokken alweer opgeborgen. Uiteindelijk sprong hij een persoonlijk record van 5,10. "Ik ben uiteraard dik tevreden, maar het had nog wel een tikkeltje beter gekund." Van de tegenstanders kreeg Chiel Warners last van zijn rug en moest na de eerste dag de strijd staken. Ook titelverdediger Ludo van der Plaat moest bij het verspringen wegens een blessure stoppen.
Enkele weken later veroverde hij een tweede indoortitel; op de NK indoor voor individuele nummers werd hij eerste bij het verspringen, een prolongatie van zijn een jaar ervoor behaalde allereerste titel bij de senioren.

### Goed begin 2009
Nadat hij bijna de gehele maand december had doorgebracht in een trainingskamp in het Zuid-Afrikaanse Stellenbosch en daar onder gunstige weersomstandigheden flink aan zijn conditie had kunnen schaven, begon Sintnicolaas het jaar 2009 uitstekend. Als start van zijn indoorseizoen had Sintnicolaas zijn keuze laten vallen op het prestigieuze Reval Hotels Cup meerkampfestijn van Erki Nool in Tallinn in het weekend van 7 en 8 februari. Hij deed het er boven verwachting, werd zelfs eerste op de zevenkamp en verbeterde zijn persoonlijk beste score tot 6036, waarmee hij heel dicht in de buurt van het nationale record van Chiel Warners (6071 p, behaald in 1999). Het leverde hem, naar later zou blijken, een uitnodiging op van de EAA voor deelname aan de Europese indoorkampioenschappen in Turijn in maart. Een week later was hij alweer present op de NK indoor in het nieuwe Omnisportcentrum in Apeldoorn, waar hij met een sprong van 7,57 de verspringtitel naar zich toehaalde, zijn derde op rij alweer.
Begin maart in Turijn startte Sintnicolaas aanvankelijk veelbelovend. Door een dramatisch slechte serie bij het kogelstoten, het derde nummer, verprutste hij echter een goede klassering en duikelde hij, ondanks een PR op hoogspringen van 1,91, op de eerste dag van de derde naar de twaalfde plaats. Toch geloofde Sintnicolaas nog steeds in een eindresultaat van rond de 6000 punten en aan het begin van de tweede dag won hij zelfs de 60 m horden. Daarna sloeg het noodlot toe in de vorm van een scheurtje in een hamstring, een blessure die hem meer is overkomen, en moest de onfortuinlijke meerkamper de strijd staken. Deze blessure genas echter voorspoedig en bracht zijn doel voor 2009: deelname aan de Europese kampioenschappen U23 en de wereldkampioenschappen voor senioren, niet in gevaar.

### Europees kampioen U23
Op 16 en 17 juli 2009 werd Sintnicolaas eerste bij de EK U23 in Kaunas. Hij was daarmee de vierde Nederlander die in de loop van de jaren bij dit toernooi goud behaalde, na Corrie de Bruin in 1997, Rutger Smith in 2003 en Laurien Hoos in 2005. De eerste dag van Eelco's tienkamp ging minder goed dan zijn persoonlijk record van anderhalve maand eerder, hoewel hij bij het hoogspringen zijn PR evenaarde en op de 400 m zijn PR verbeterde. De tweede dag begon met een niet echt tevreden stemmende hordenrace, maar daarna volgden vier PR's, zodat er uiteindelijk ook een PR op de tienkamp uitrolde. Vooral zijn prestatie bij het polsstokhoogspringen (5,30 en zelfs nog een poging over 5,40) maakte indruk. Op ditzelfde nummer nam hij enkele weken later deel aan de Nederlandse baankampioenschappen in het Olympisch Stadion, waar hij tussen alle polshoogspecialisten met een sprong over 5,22 zowaar een gedeelde derde plaats wegsleepte.
Dat Sintnicolaas op basis van zijn tienkamp-prestaties in Kaunas (met zijn 8112 p was hij inmiddels opgeklommen naar de vijfde plaats op de Nederlandse Aller Tijden-ranglijst) vervolgens door de Atletiekunie werd geselecteerd voor de WK van 2009 in Berlijn, was dan ook nauwelijks een verrassing. Des te spijtiger was het dat hij in Berlijn, na met 11,05 s op de 100 m goed van start te zijn gegaan, bij het derde onderdeel, het hoogspringen, moest opgeven vanwege een blessure aan zijn enkel. 'Het is een blessure waar ik bij de EK-onder-23 ook al last van had, maar die over leek te zijn. Ik heb nu tweemaal een injectie gekregen, maar het blijft pijn doen', aldus de kampioen van Kaunas teleurgesteld. 'Ik denk dat het verstandig is om niet nog zes onderdelen te doen.'

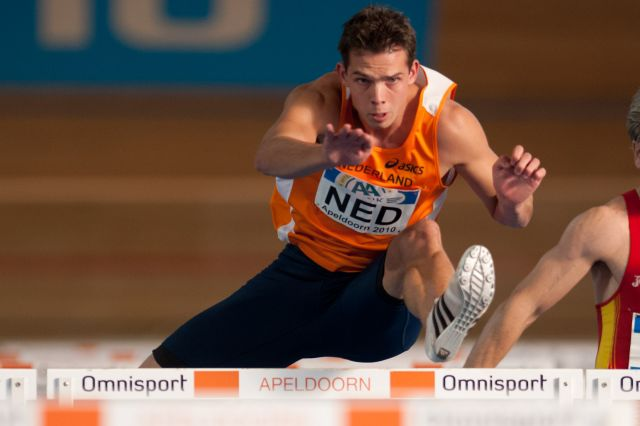
Sintnicolaas tijdens een indoor meerkampinterland in 2010.

### Aanloop naar EK 2010
2010 was een uitstekend jaar voor Sintnicolaas. Eind mei werd hij bij de bekende Hypomeeting in het Oostenrijkse Götzis vijfde met een persoonlijk record van 8159 p, met binnen die tienkamp PR's op de 100 m (10,79), het hoogspringen (1,97), de 400 m (48,10) en de 110 m horden (14,40). De tweede dag viel er veel regen en dat beïnvloedde vooral zijn beste onderdeel, het polsstokhoogspringen, waar hij na zijn aanvangshoogte van 5,00 niets meer haalde.
Dat het met dat polsstokhoogspringen wel goed zat, bewees hij vervolgens op de NK in Amsterdam, waar hij tot 5,35 kwam en de zilveren medaille veroverde achter polshoogspecialist Robbert-Jan Jansen.

### Zilver op het EK
In Barcelona bleek, hoezeer Götzis de opmaat was geweest voor een nog veel betere tienkamp op de Europese kampioenschappen. Sintnicolaas reeg er de PR's aaneen en daardoor steeg hij voortdurend in de prognoses. PR's waren er de eerste dag op de 100 m (10,71), het verspringen (7,54) en de 400 m (47,88). Na de 400 m brak een spannend uurtje aan, want in eerste instantie kwam er DQ achter zijn naam te staan; hij zou volgens een Spaanse official op de lijn van zijn laan gelopen hebben. Na een protest werd de video van de race bestudeerd en werd de diskwalificatie ingetrokken.

De tweede dag volgden er vier PR's op rij: 110 m horden (14,33), discuswerpen (42,43), polshoog (5,45) en speerwerpen (62,57). Vooral het polshoog wekte bewondering, hij sprong 40 cm hoger dan zijn concurrenten en de door Sintnicolaas behaalde hoogte zou een specialist niet misstaan. Na de genoemde PR's was het duidelijk, dat de Nederlander zilver of goud zou kunnen halen. Het verschil met de nummer één in de tussenstand was vijf punten en op de afsluitende 1500 m is dat relatief weinig. De Fransman Romain Barras is echter een iets betere loper dan Sintnicolaas en liet zich niet verrassen. In de laatste ronde probeerde de Nederlander nog steeds vlak achter de Fransman te blijven, maar Barras sprintte bij hem weg.

De zilveren score van Sintnicolaas was 8436 p, een PR met een verbetering van 277 punten (ongehoord op dit niveau) en elf punten te weinig om het 22 jaar oude Nederlandse record van Robert de Wit over te nemen. Hij was de tweede Nederlandse vertegenwoordiger die op een EK een zilveren medaille behaalde op een meerkamp. Karin Ruckstuhl ging hem in 2006 voor, toen die bij de Europese kampioenschappen in Göteborg hetzelfde eremetaal veroverde op de zevenkamp.

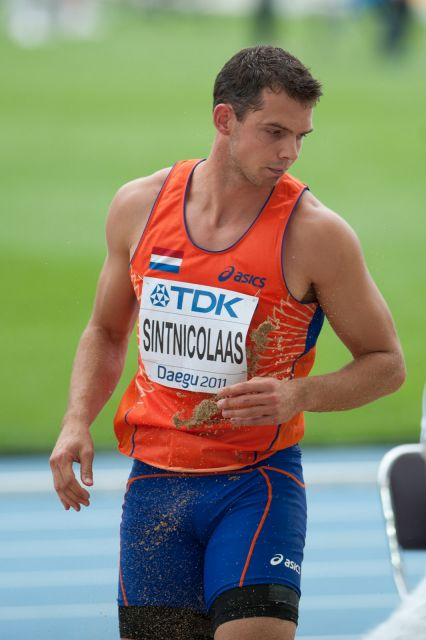
Sintnicolaas na het verspringen tijdens de WK van 2011, in Daegu.

### Stabiel seizoen
Na het succesjaar 2010 was het voor Sintnicolaas vooral zaak om het jaar erna op hetzelfde niveau te kunnen presteren. Bij de EK indoor in Parijs lukte dat: hij verbeterde zijn persoonlijke record tot 6175 punten, waarmee hij op drie punten het podium miste. Tijdens de Hypomeeting in Götzis, in mei, haalde hij 8304 punten, wat zijn tweede score tot dan toe was. Zelf had hij op een groot aantal onderdelen meer verwacht: hij verbeterde één persoonlijk record, zijn 1500 m. Dit bleek wel de beste tienkamp van dat jaar te zijn: bij de WK in Daegu haalde hij zes punten minder, wat hem een vijfde plek opleverde. Uiteindelijk was het seizoen van Sintnicolaas in de breedte zijn beste seizoen tot dan toe, waardoor hij zelf met tevredenheid terugkijkt op het jaar 2011.
Sintnicolaas probeerde tijdens het indoorseizoen 2012 een van de acht startplaatsen voor de wereldindoorkampioenschappen van Istanboel te bemachtigen. Dit deed hij door een poging te doen een goede zevenkamp af te leggen bij de goed bezette Tallinn International Indoor Combined Events Meeting. Hij slaagde hier niet in: hij miste zijn aanvangshoogte bij het hoogspringen.

### Olympische Spelen 2012
Sintnicolaas wist zich later in het jaar wel te plaatsen voor de Olympische Spelen van Londen door het halen van de limiet van 8200 punten en een klassering bij de eerste acht tijdens de Hypomeeting in Götzis. Bij deze meerkamp verbeterde hij tevens het nationale record: hij behaalde 8506 punten. Dat was niet genoeg om de Hypomeeting te winnen, Hans Van Alphen haalde hem in tijdens de afsluitende 1500 m, waardoor hij ook Sintnicolaas in de eindstand voorbijging. Tijdens de Spelen kwam Sintnicolaas niet tot zijn niveau van Götzis en behaalde slechts 8034 punten. Daarmee eindigde hij op een elfde plek. Ook bij de afsluitende tienkamp van het jaar wist Sintnicolaas niet te overtuigen en kwam niet boven de 8000 punten uit. Hij werd bij de Décastar in Talence vierde met een score van 7941 punten.

### Jaren tussen de Spelen
Sintnicolaas draaide een goede meerkamp tijdens de Wereldkampioenschappen in Moskou. Hij verbeterde zijn persoonlijke record op verspringen en eindigde uiteindelijk op de vijfde plek met 8391 punten. Tijdens de EK atletiek 2014 in Zürich behaalde hij een goede score van 8478 punten, wat hem een vierde plek opleverde. In 2015 in Götzis haalde hij net onder de 8300 punten, met 8298 punten. De tienkamp op de WK 2015 begon Sintnicolaas goed; met een PR en een seizoensbest op de 400 meter. Maar de tweede dag startte hij niet, door blessures. De maanden daarna kreeg hij nog veel te maken met verschillende blessures.

### Veel blessureleed
Ook in 2016 bleek hij niet fit. Toch begon hij de tienkamp tijdens de EK in Amsterdam. Maar het liep niet goed; alleen bij het polsstokhoogspringen presteerde hij naar kunnen met 5,30 m. Tijdens de 1500 meter viel hij uit, en zijn uiteindelijke puntentotaal was daarom slechts 7025 punten. Ook de Olympische Spelen in Rio liepen in een teleurstelling uit. Het eerste onderdeel de 100 meter startte hij goed, maar de laatste 15 meter verkrampte hij. Zijn tijd (10,87) was desondanks niet slecht, maar hij besloot vervolgens niet verder te kunnen en eindigde daarmee vroegtijdig zijn tweede spelen.

### Herstel en Nederlands record
Na de Spelen in Rio nam Sintnicolaas een rustperiode van een klein half jaar. In deze periode hield hij zich niet met atletiek bezig. In het voorjaar van 2017 wist hij te verrassen met het winnen van de zilveren medaille tijdens de Hypomeeting in Gotzis. Zijn resultaat van 8539 punten op de tienkamp was goed voor een Nederlands record.
Sintnicolaas, die is aangesloten bij de Apeldoornse atletiekvereniging AV '34, studeert commerciële economie aan de Randstad Topsport Academie in Deventer. De in Vaassen woonachtige meerkamper wordt onder meer ondersteund door de Stichting Apeldoorn Atletiekstad, die hem bijvoorbeeld tegemoetkomt in de kosten van massage en fysiotherapie.

## Kampioenschappen

### Internationale kampioenschappen
| Onderdeel | Titel                   | Jaar |
| --------- | ----------------------- | ---- |
| tienkamp  | Europees kampioen U23   | 2009 |
| zevenkamp | Europees indoorkampioen | 2013 |

### Nederlandse kampioenschappen
Outdoor
| Onderdeel | Jaar |
| --------- | ---- |
| tienkamp  | 2019 |

Indoor
| Onderdeel            | Jaar                               |
| -------------------- | ---------------------------------- |
| verspringen          | 2007, 2008, 2009                   |
| polsstokhoogspringen | 2013                               |
| zevenkamp            | 2008, 2010, 2013, 2014, 2015, 2018 |

## Statistieken

### Persoonlijke records
Outdoor
| Discipline           | Prestatie    | Wind (m/s) | Datum            | Plaats    |
| -------------------- | ------------ | ---------- | ---------------- | --------- |
| 100 m                | 10,57        | +0,5       | 27 mei 2017      | Götzis    |
| 200 m                | 21,61        | +0,5       | 15 juli 2017     | Utrecht   |
| 400 m                | 47,88        |            | 28 juli 2010     | Barcelona |
| 1500 m               | 4.22,29      |            | 29 mei 2011      | Götzis    |
| 110 m horden         | 13,92        | +0,9       | 30 juni 2013     | Nottwil   |
| 400 m horden         | 51,59        |            | 12 juni 2010     | Leiden    |
| hoogspringen         | 2,02         |            | 10 augustus 2013 | Moskou    |
| polsstokhoogspringen | 5,45         |            | 29 juli 2010     | Barcelona |
| verspringen          | 7,65         | +0,8       | 10 augustus 2013 | Moskou    |
| kogelstoten          | 14,67        |            | 30 mei 2015      | Götzis    |
| discuswerpen         | 43,88        |            | 17 mei 2017      | Uden      |
| speerwerpen          | 63,59        |            | 27 mei 2012      | Götzis    |
| tienkamp             | 8539 (ex-NR) |            | 27/28 mei 2017   | Götzis    |

Indoor
| Discipline           | Prestatie    | Datum            | Plaats    |
| -------------------- | ------------ | ---------------- | --------- |
| 60 m                 | 6,88         | 2 maart 2013     | Göteborg  |
| 1000 m               | 2.37,42      | 5 februari 2006  | Gent      |
| 60 m horden          | 7,88         | 10 februari 2013 | Apeldoorn |
| hoogspringen         | 2,08         | 9 februari 2013  | Apeldoorn |
| verspringen          | 7,65         | 17 februari 2007 | Gent      |
| polsstokhoogspringen | 5,52         | 13 februari 2011 | Apeldoorn |
| kogelstoten          | 14,86        | 13 februari 2016 | Apeldoorn |
| zevenkamp            | 6372 (EX-NR) | 2/3 maart 2013   | Göteborg  |

### Opbouw PR meerkamp en potentie op basis van PR's
In de tabel staat de uitsplitsing van het persoonlijk record op de tienkamp. In de kolommen ernaast staat ook het potentieel record, met alle persoonlijke records op de losse onderdelen en de bijbehorende punten.
|              | Uitsplitsing PR | Uitsplitsing PR | Uitsplitsing PR |              | Potentieel record | Potentieel record |
| Onderdeel    | Prestatie       | Wind (m/s)      | Punten          | Pers. record | Punten            |                   |
| ------------ | --------------- | --------------- | --------------- | ------------ | ----------------- | ----------------- |
| 100 m        | 10,57           | +0,5            | 959             | 10,57        | 959               |                   |
| verspringen  | 7,61            | +0,6            | 962             | 7,76 1       | 1000              |                   |
| kogelstoten  | 14,62           |                 | 766             | 14,86        | 781               |                   |
| hoogspringen | 1,91            |                 | 723             | 2,08         | 878               |                   |
| 400 m        | 48,37           |                 | 891             | 47,88        | 915               |                   |
| 110 m horden | 14,16           | -1,2            | 954             | 13,92        | 985               |                   |
| discuswerpen | 43,52           |                 | 736             | 43,88        | 744               |                   |
| polshoog     | 5,40            |                 | 1035            | 5,52         | 1074              |                   |
| speerwerpen  | 62,13           |                 | 770             | 63,59        | 792               |                   |
| 1500 m       | 4.30,32         |                 | 743             | 4.22,29      | 796               |                   |
| Puntentotaal |                 |                 | 8539            |              | 8924 1            |                   |

1Prestatie met rugwind-voordeel; zonder windvoordeel 7,65, 972 punten, 8896 totaal.

## Palmares

### 150 m
- 2012: 7e Ter Specke Bokaal te Lisse - 16,11 s

### 300 m
- 2016: 6e Ter Specke Bokaal - 35,87 s

### 110 m horden
- 2007:  Ter Specke Bokaal - 14,45 s
- 2008: 8e NK - 14,89 s
- 2012:  Ter Specke Bokaal - 14,49 s
- 2012:  NK - 14,52 s
- 2013:  NK - 13,89 s
- 2015: 8e FBK Games - 14,13 s (+0,5 m/s)
- 2016: 8e NK - 15,29 s (-0,1 m/s)

### 400 m horden
- 2010:  Gouden Spike - 51,59 s
- 2014:  NK - 52,44 s

### polsstokhoogspringen
- 2009:  NK - 5,22 m
- 2010:  NK - 5,35 m
- 2011:  NK indoor - 5,52 m
- 2011:  Gouden Spike - 5,40 m
- 2011:  NK - 5,25 m
- 2012:  NK indoor - 5,22 m
- 2012:  NK - 5,20 m
- 2013:  NK indoor - 5,37 m
- 2013:  NK - 5,22 m
- 2014: 11e FBK Games - 5,35 m
- 2014: 6e NK - 5,00 m
- 2016: 6e Gouden Spike - 4,90 m
- 2018:  NK indoor - 5,28 m

### verspringen
- 2007:  NK indoor - 7,65 m
- 2007:  Springinterl. Ned.-Eng. indoor in Lee Valley - 7,19 m
- 2008:  NK indoor - 7,51 m
- 2008: 5e NK - 7,02 m
- 2009:  NK indoor - 7,57 m
- 2014:  NK indoor - 7,14 m

### kogelstoten
- 2012: 7e Flynth Recordwedstrijden te Hoorn - 14,08 m
- 2016: 4e Gouden Spike - 13,98 m

### discuswerpen
- 2012: 9e Flynth Recordwedstrijden - 43,16 m
- 2016: 8e Gouden Spike - 41,65 m

### speerwerpen
- 2012: 10e Ter Specke Bokaal - 54,76 m

### zevenkamp
- 2008:  NK Meerkamp indoor - 5827 p
- 2009: DNF EK indoor
- 2010:  NK Meerkamp indoor - 5881 p
- 2010:  Meerkampinterland in Apeldoorn - 5882 p
- 2011: 4e EK indoor - 6175 p
- 2013:  NK indoor - 6341 p
- 2013:  EK indoor - 6372 p
- 2014:  NK indoor - 6242 p
- 2015:  NK indoor - 5892 p
- 2015:  EK indoor - 6185 p
- 2018:  NK indoor - 5904 p
- 2020: DNF NK indoor

### tienkamp
- 2005: 14e EK U20 - 5997 p
- 2006: 8e WK U20 - 7416 p
- 2007: 4e Internat. Meerkamp in Woerden - 7466 p
- 2009:  EK U23 - 8112 p
- 2009: DNF WK
- 2010:  EK - 8436 p
- 2011: 4e Hypomeeting - 8304 p
- 2011: 5e WK - 8298 p
- 2011:  IAAF World Combined Events Challenge - 24772 p
- 2012:  Hypomeeting - 8506 p
- 2012: 11e OS - 8034 p
- 2013: DNF Hypomeeting
- 2013: 5e WK - 8391 p
- 2014: 4e EK - 8478 p
- 2014: 5e Decastar Meerkampen te Talence - 7830 p
- 2014:  IAAF World Combined Events Challenge - 24795 p
- 2016: 16e EK - 7025 p
- 2016: DNF OS
- 2017:  Hypomeeting – 8539 p (NR)
- 2018: DNF EK
- 2019:  NK - 7679 p

## Onderscheidingen
- Sportman van Vaassen - 2006
- AU-atleet van het jaar - 2010, 2011, 2014